# Железни врата
 Тази статия е за пролома в Югоизточна Европа.  За прохода в Централна Азия вижте Желязна врата.  
Железни врата (на сръбски: Джердап, Đerdap, Ђердап; на румънски: Porțile de Fier) е пролом на река Дунав, който представлява най-голямата клисура в Европа.
Намира се на границата между Румъния и Сърбия, в близост до българската граница, като разделя съответно крайните югозападни части на Южните Карпати и крайните северозападни разклонения на Стара планина. Следва непосредствено банатската клисура и извежда водите на Дунав във Влашката низина.
На това място, в продължение от 109 км, Дунав тече между планините в лъкатушна клисура, много стремително, като на редица места речното дъно е осеяно с подводни скали. От страната на Сърбия се намира Националният парк „Джердап“, а от страната на Румъния е разположен Природен парк „Железни врата“.
През 1419 г. унгарският крал Сигизмунд издава грамота от град Невен, за който пише, че е при Железните врата в България, а летописецът на Дунавският кръстоносен поход – мюнхенският пленник Ханс Шилтбергер пише, че клисурата стои на Българо-унгарската граница, определяйки Тимошко като българска територия.
Клисурата в миналото е смятана за най-опасното място за корабоплаването по Дунав, което не е можело да се премине без запознат с местността лоцман-водач.
Построен е обходният Сипски плавателен канал (край сръбското село Сип) с дължина 2,5 км на 27 септември 1896 г. С научно-техническо съдействие от СССР са изградени 2 румънско-сръбски язовира с водноелектрически централи „Железни врата – 1“ (1972) и „Железни врата – 2“ (1984).
В клисурата е имало османски/румънски остров Адакале (на турски: Островна крепост) с дължина 1,75 км и ширина 0,4 – 0,5 км. Населяван е по османско време основно от турци, но е най-известен като свободен град и център на контрабанда. Залят е при напълване на язовира през 1970 г.

## Други
На Железни врата е наречена улица в квартал „Сухата река“ в София (Карта).